# Естахрґах
Естахрґах (перс. استخرگاه) — село в Ірані, у дегестані Дештвейл, у бахші Рахматабад-о-Блукат, шагрестані Рудбар остану Ґілян. За даними перепису 2006 року, його населення становило 213 осіб, що проживали у складі 53 сімей.

## Клімат
Середня річна температура становить 10,88 °C, середня максимальна – 24,94 °C, а середня мінімальна – -4,41 °C. Середня річна кількість опадів – 428 мм.
| Клімат поселення                              | Клімат поселення | Клімат поселення | Клімат поселення | Клімат поселення | Клімат поселення | Клімат поселення | Клімат поселення | Клімат поселення | Клімат поселення | Клімат поселення | Клімат поселення | Клімат поселення | Клімат поселення |
| Показник                                      | Січ.             | Лют.             | Бер.             | Квіт.            | Трав.            | Черв.            | Лип.             | Серп.            | Вер.             | Жовт.            | Лист.            | Груд.            |                  |
| Середній максимум, °C                         | 7,19             | 6,49             | 8,18             | 13,83            | 19,24            | 23,56            | 24,94            | 24,76            | 20,85            | 17,84            | 11,88            | 7,92             |                  |
| Середня температура, °C                       | 1,75             | 1,03             | 2,73             | 8,39             | 13,82            | 18,10            | 21,03            | 20,86            | 16,95            | 13,94            | 7,98             | 4,00             |                  |
| Середній мінімум, °C                          | −3,7             | −4,41            | −2,71            | 2,93             | 8,36             | 12,66            | 17,14            | 16,94            | 13,04            | 10,02            | 4,07             | 0,11             |                  |
| Норма опадів, мм                              | 36               | 36               | 64               | 57               | 37               | 14               | 14               | 12               | 21               | 41               | 45               | 51               |                  |
| Середньомісячна швидкість вітру, м/с          | 1.93             | 2.41             | 2.57             | 2.69             | 2.22             | 1.98             | 2.15             | 2.01             | 1.79             | 1.92             | 2.12             | 1.88             |                  |
| Середньомісячна сонячна радіація, кДж/м²·день | 7339             | 9894             | 12278            | 16401            | 20132            | 22723            | 23070            | 20037            | 16822            | 12015            | 9123             | 7043             |                  |
| --------------------------------------------- | ---------------- | ---------------- | ---------------- | ---------------- | ---------------- | ---------------- | ---------------- | ---------------- | ---------------- | ---------------- | ---------------- | ---------------- | ---------------- |
| Джерело:                                      |                  |                  |                  |                  |                  |                  |                  |                  |                  |                  |                  |                  |                  |